# جو وونغ (ملحن)
جو وونغ (بالإنجليزية: Joe Wong)‏ هو ملحن أمريكي، ولد في 1980 في ميلواكي في الولايات المتحدة.

## وصلات خارجية
- الموقع الرسمي
- جو وونغ على موقع IMDb (الإنجليزية)
- جو وونغ على موقع ميوزك برينز (الإنجليزية)
- جو وونغ على موقع قاعدة بيانات الفيلم (الإنجليزية)